# 가자주 (팔레스타인)
| \| \| 가자 지구 팔레스타인 \| v • d • e • h \|        |                      |               |
| 북가자주 가자주 가자 데이르알발라주 칸유니스주 라파주 |                      |               |
| Flag of Palestine                                     | 가자 지구 팔레스타인 | v • d • e • h |

가자주(아랍어: محافظة غزة)는 팔레스타인의 행정 구역으로, 가자 지구 중북부에 위치한다. 팔레스타인의 영토이지만 영공과 영해는 이스라엘이 갖고 있다. 주도는 가자이며 인구는 505,700명(2006년 팔레스타인 자치 정부 중앙통계국이 발표한 통계 자료를 기준으로 함)이다. 가자주는 도시 1개와 마을 3개, 다수의 난민 수용소로 구성되어 있다.